# أبو موسى الأشعري
أبو موسى عبد الله بن قيس بن سليم الأشعري صحابي، وَلَّاهُ النبي محمد صلى الله عليه و سلم على زبيد وعدن، وولاه عمر بن الخطاب على البصرة، وولاه عثمان بن عفان على الكوفة، وكان المُحكّم الذي اختاره علي بن أبي طالب من بين حزبه يوم صفين.

## سيرته
ينتمي عبد الله بن قيس بن سليم بن حضار بن حرب بن عامر بن عنز بن بكر بن عامر بن عذر بن وائل بن ناجية بن الجماهر بن الأشعر إلى قبيلة الأشعريين القحطانية. قدم أبو موسى الأشعري إلى مكة قبل الإسلام، وحالف أبا أحيحة سعيد بن العاص بن أمية بن عبد شمس. أسلم أبو موسى بمكة، ثم رحل إلى قبيلته في اليمن، ثم خرج في بضعة وخمسين رجل من قومه فيهم أخويه أبو رهم وأبو بردة وأمه ظبية بنت وهب العكيّة التي أسلمت وماتت بالمدينة في سفينة، فجرفهم البحر إلى الحبشة، حيث كان جعفر بن أبي طالب وأصحابه مهاجرون، فخرجوا جميعًا في سفينتين متوجهين إلى المدينة المنورة، فوجدوا النبي محمد عائدًا من فتح خيبر، فأسهم النبي محمد لهم فيمن حضر الفتح، وقال لهم: «لكم الهجرة مرتين. هاجرتم إلى النجاشي، وهاجرتم إليّ»، فكانت غزوة خيبر أول المشاهد التي شهدها أبو موسى الأشعري مع النبي محمد. شارك أبو موسى بعدئذ في أوطاس التي بعثها النبي محمد بعد غزوة حنين قادها أبو عامر الأشعري عم أبي موسى لقتال فلول هوازن بقيادة دريد بن الصمة، فقُتل فيها أبا عامر، وقتل أبو موسى قاتله. فدعا لهما النبي محمد عند عودته، فقال: «اللهم إغفر لعبيد أبي عامر، ثم قال اللهم إجعله يوم القيامة فوق كثير من خلقك»، ثم قال: «اللهم اغفر لعبد الله بن قيس ذنبه، وأدخله يوم القيامة مُدخلاً كريمًا». وقد استعمله النبي محمد مع معاذ بن جبل على زبيد وعدن.
بعد وفاة النبي محمد، شارك أبو موسى في الفتح الإسلامي للشام، وشهد وفاة أبو عبيدة بن الجراح، وخطبة عمر بن الخطاب بالجابية. وفي سنة 17 هـ، عزل عمر بن الخطاب المغيرة بن شعبة عن البصرة، وولى أبا موسى، وكتب إليه عمر بالمسير إلى الأهواز، فافتتحها عنوة، وقيل صُلحًا، وافتتح أصبهان سنة 23 هـ، كما شارك في فتح تستر والرُها وسميساط وما حولهم. ولما استُخلف عثمان بن عفان بعد مقتل عمر بن الخطاب، عزل عثمان بن عفان أبا موسى عن البصرة، وولّى مكانه عبد الله بن عامر بن كريز. فخرج أبو موسى من البصرة وما معه سوى 600 درهم عطاء عياله، وانتقل إلى الكوفة، وأقام بها حتى أخرج أهل الكوفة سعيد بن العاص، وطلبوا من عثمان أن يستعمل أبا موسى عليهم، فاستعمله، وبقى عليها حتى قُتل عثمان، فعزله علي بن أبي طالب عنها. ولما اندلعت فتنة مقتل عثمان، اختار أبو موسى الانضمام إلى حزب علي بن أبي طالب، الذي اختاره ليكون مُحكّمًا في جلسة التحكيم التي لجأ إليها الفريقان بعد وقعة صفين.
اختلفت الروايات في وفاة أبي موسى، فقيل مات سنة 42 هـ، وقيل سنة 44 هـ، وقيل سنة 49 هـ، وقيل سنة 50 هـ، وقيل سنة 52 هـ، وقيل سنة 53 هـ، إلا أن الذهبي وابن الجزري رجحا وفاته في ذي الحجة سنة 44 هـ. وكذلك كان خلاف حول مكان وفاته فقيل مات بالثوية على ميل من الكوفة، وقيل مات بمكة.
وعن أسرته، فقد عدّ علماء الحديث النبوي من أبنائه الذين رووا عنه الحديث إبراهيم وأبا بكر وأبا بُردة وموسى، ومن زوجاته أم عبد الله وأم كلثوم بنت الفضل بن العباس بن عبد المطلب أم ولده موسى. أما هيئته، فقد وُصف بأنه كان قصيرًا، أثط (خفيف اللحية)، خفيف الجسم. ويأخذ الشيعة من أبي موسى موقفًا سلبيًا.

## روايته للحديث النبوي
عاصر أبو موسى النبي محمد لسنوات، وسمع منه الحديث النبوي. وقد عدّ له الذهبي 163 حديثًا في مسند بقي بن مخلد، وأحصى له 49 حديثًا في الصحيحين، وتفرد البخاري بأربعة منها، ومسلم بخمسة عشر حديثًا. وكان أبو موسى يتهيّب أن يُكتب الحديث على لسانه، فقد ذكر ابنه أبو بردة أنه كتب أحاديث عن أبيه، فعرف أبو موسى بذلك، فمحاها، وقال: «خذ كما أخذنا».
- روى عن: النبي محمد وأبي بكر الصديق وعمر بن الخطاب وعلي بن أبي طالب وعبد الله بن عباس وأبي بن كعب وعمار بن ياسر ومعاذ بن جبل.[4][18]
- روى عنه: بريدة بن الحصيب وأبو أمامة الباهلي وأبو سعيد الخدري وأنس بن مالك وطارق بن شهاب وسعيد بن المسيب والأسود بن يزيد النخعي وأبو وائل شقيق بن سلمة وزيد بن وهب وأبو عثمان النهدي وأبو عبد الرحمن النهدي ومرذة الطيب وربعي بن حراش وزهدم بن مضرب الجرمي[7] وأسامة بن شريك الثعلبي وعبد الرحمن بن نافع بن عبد الحارث وعياض الأشعري وأبو عبد الرحمن السلمي ومرة بن شراحيل الهمداني وعبد الرحمن بن يزيد النخعي وأبو عبيدة بن عبد الله بن مسعود وأبو الأحوص عوف بن مالك وأبو الأسود الدؤلي وصفوان بن محرز المازني وحطان بن عبد الله الرقاشي[4] وأولاده إبراهيم وأبو بكر وأبو بردة وموسى وامرأته أم عبد الله وزر بن حبيش وعبيد بن عمير الليثي[18] وقيس بن أبي حازم وأبو رافع الصائغ ومسروق بن أوس الحنظلي وهزيل بن شرحبيل ومرة بن شراحيل الطيب.[25]

## قراءته للقرآن
حفظ أبو موسى القرآن، وقرأه على النبي محمد ﷺ، وقرأه عليه حطان بن عبد الله الرقاشي وأبو رجاء العطاردي وأبو شيخ الهنائي. وكان أبو موسى من أطيب الناس صوتًا بالقرآن، حتى قال عنه النبي محمد: «لقد أوتي هذا مزمارًا من مزامير آل داود». وقال أبو عثمان النهدي: «ما سمعت مزمارًا ولا طنبورًا ولا صنجًا أحسن من صوت أبي موسى الأشعري، إن كان ليصلي بنا فنود أنه قرأ البقرة، من حسن صوته».
وقد كان أبو موسى يُقرئ أهل البصرة، ويُفقّههم في الدين، فكان إذا صلى الصبح، استقبل الصفوف رجلاً رجلاً يقرئهم، حتى قال عنه الحسن: «ما أتاها راكب خير لأهلها منه».

## مكانته الدينية
قال الأسود بن يزيد النخعي: «لم أر بالكوفة أعلم من علي وأبي موسى»، وقال مسروق بن الأجدع، وقال مثله الشعبي: «كان القضاء في الصحابة إلى ستة عمر وعلي وابن مسعود وأبي وزيد وأبي موسى»، وقال صفوان بن سليم: «لم يكن يفتي في المسجد زمن رسول الله ﷺ غير هؤلاء عمر وعلي ومعاذ وأبي موسى»، وقال ابن المديني: «قضاة الأمة أربعة عمر وعلي وأبو موسى وزيد بن ثابت».